# NGC 6246
NGC 6246 é uma galáxia espiral barrada (SBb) localizada na direcção da constelação de Draco. Possui uma declinação de +55° 32' 34" e uma ascensão recta de 16 horas, 49 minutos e 53,0 segundos.
A galáxia NGC 6246 foi descoberta em 28 de Junho de 1886 por Lewis A. Swift.